# اوئه‌سوگی کاگه‌نوبو
اوئه‌سوگی کاگه‌نوبو (انگلیسی: Uesugi Kagenobu; ۱ ژانویهٔ ۱۵۵۰ – ۱۵ ژوئیهٔ ۱۵۷۸) یک ژنرال در خاندان اوئه‌سوگی، یک سامورایی و ملاز اوئه‌سوگی کنشین در دوره سنگوکو ژاپن زندگی می‌کرد.